# Mars-sous-Bourcq
Mars-sous-Bourcq est une commune française, située dans le département des Ardennes en région Grand Est. Ses habitants sont appelés les Martiens.

## Géographie

### Localisation
|                     | Grivy-Loisy      |          |
| Tourcelles-Chaumont | Mars-sous-Bourcq | Vouziers |
|                     | Bourcq           |          |

### Géologie, relief et hydrographie
Le site de Mars-sous-Bourcq est dominé par la Côte de Champagne, excroissance de craie en limite du Bassin parisien, et en particulier par la butte de Bourcq. Le village est situé entre la butte de Bourcq et la vallée de l'Aisne. Il est sur une ligne de partage entre les sols de marnes (mélange de craie et d'argile) et les sols de gaize (roche d'origine sédimentaire). La vallée de l'Aisne qui a creusé la gaize est bloquée en profondeur par des couches d'argile, de sables verts et de calcaire.

### Hydrographie
La commune est dans la région hydrographique « la Seine du confluent de l'Oise (inclus) à l'embouchure » au sein du bassin Seine-Normandie. Elle est drainée par la Muette, le ruisseau d'Arsson et le Fossé 02 de la commune de Grivy-Loisy,.

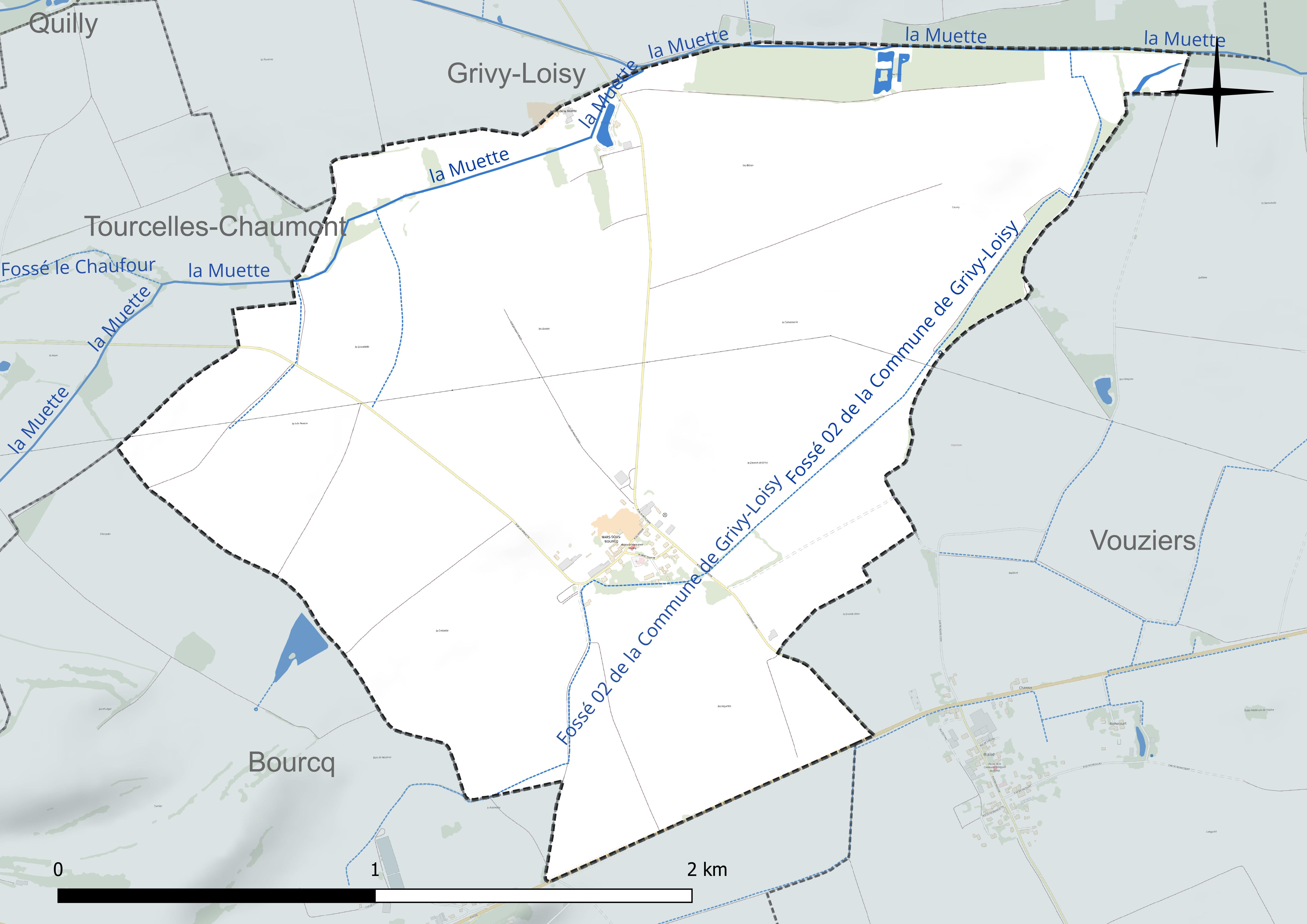
Réseau hydrographique de Mars-sous-Bourcq.

### Climat
Pour des articles plus généraux, voir Climat du Grand Est et Climat des Ardennes.
En 2010, le climat de la commune est de type climat océanique dégradé des plaines du Centre et du Nord, selon une étude du Centre national de la recherche scientifique s'appuyant sur une série de données couvrant la période 1971-2000. En 2020, Météo-France publie une typologie des climats de la France métropolitaine dans laquelle la commune est exposée à un climat océanique altéré et est dans la région climatique Nord-est du bassin Parisien, caractérisée par un ensoleillement médiocre, une pluviométrie moyenne régulièrement répartie au cours de l’année et un hiver froid (3 °C).
Pour la période 1971-2000, la température annuelle moyenne est de 10,3 °C, avec une amplitude thermique annuelle de 15,4 °C. Le cumul annuel moyen de précipitations est de 792 mm, avec 12,5 jours de précipitations en janvier et 8,8 jours en juillet. Pour la période 1991-2020, la température moyenne annuelle observée sur la station météorologique de Météo-France la plus proche, « Saulces-Champenoises », sur la commune de Saulces-Champenoises à 11 km à vol d'oiseau, est de 11,0 °C et le cumul annuel moyen de précipitations est de 691,6 mm. 
La température maximale relevée sur cette station est de 41,1 °C, atteinte le 25 juillet 2019 ; la température minimale est de −13,9 °C, atteinte le 7 février 2012,,.
Les paramètres climatiques de la commune ont été estimés pour le milieu du siècle (2041-2070) selon différents scénarios d'émission de gaz à effet de serre à partir des nouvelles projections climatiques de référence DRIAS-2020. Ils sont consultables sur un site dédié publié par Météo-France en novembre 2022.

## Urbanisme

### Typologie
Au 1er janvier 2024, Mars-sous-Bourcq est catégorisée commune rurale à habitat dispersé, selon la nouvelle grille communale de densité à 7 niveaux définie par l'Insee en 2022.
Elle est située hors unité urbaine. Par ailleurs la commune fait partie de l'aire d'attraction de Vouziers, dont elle est une commune de la couronne,. Cette aire, qui regroupe 45 communes, est catégorisée dans les aires de moins de 50 000 habitants,.

### Occupation des sols
L'occupation des sols de la commune, telle qu'elle ressort de la base de données européenne d’occupation biophysique des sols Corine Land Cover (CLC), est marquée par l'importance des territoires agricoles (97,7 % en 2018), une proportion identique à celle de 1990 (97,7 %). La répartition détaillée en 2018 est la suivante : 
terres arables (97,6 %), forêts (2,3 %). L'évolution de l’occupation des sols de la commune et de ses infrastructures peut être observée sur les différentes représentations cartographiques du territoire : la carte de Cassini (XVIIIe siècle), la carte d'état-major (1820-1866) et les cartes ou photos aériennes de l'IGN pour la période actuelle (1950 à aujourd'hui).

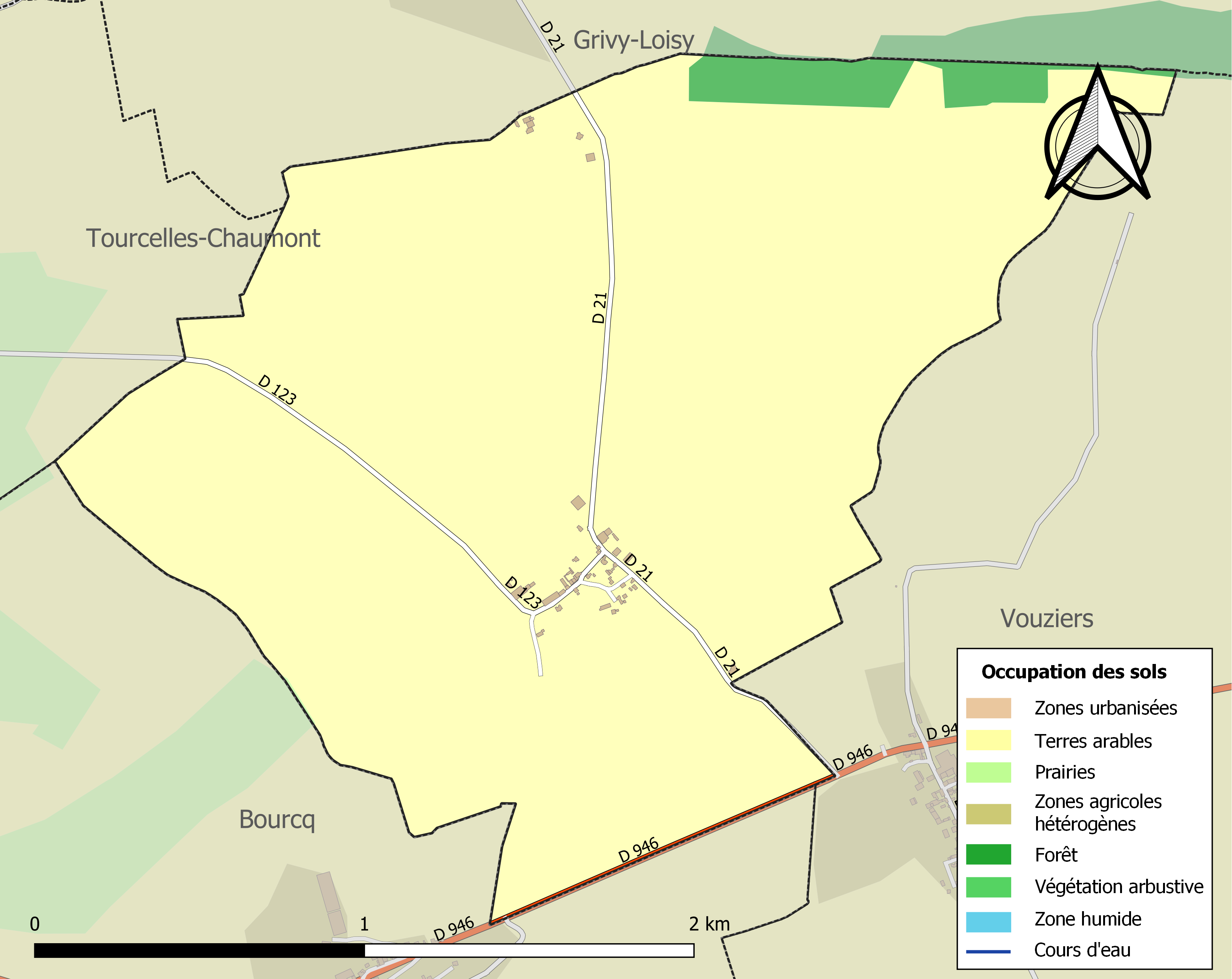
Carte des infrastructures et de l'occupation des sols de la commune en 2018 (CLC).

## Toponymie
Le nom du village évoque irrésistiblement le dieu romain de la guerre, Mars. L'historien du Vouzinois, Octave Guelliot juge que l'hypothèse d'un nom provenant d'un ancien temple gallo-romain n'est pas totalement invraisemblable..
Mais il trouve plus convaincante l'analyse d'Auguste Longnon. Celui-ci s'appuie sur des rééditions par Benjamin Guérard de manuscrits de l'abbaye de Saint-Remi de Reims et sur les noms de localités du Porcien et du pays de Voncq y figurant, établissant la correspondance avec les noms actuels. Il en ressort que Mars-sous-Bourcq s'appelait en l'an mil Medarcum. Le d a été progressivement avalé, donnant Mearc puis Marc et enfin Mar ou Mars, la prononciation locale assourdissant la consonne finale.
Pour Octave Guelliot, cette hypothèse est confirmée par d'autres documents puisqu'on trouve Mearco dans une charte de 1119 de l'archevêque de Reims  Raoul Le Vert. On trouve Marc dans un document de 1387 (Marc dessoubz Bourg). 

Au XIVe siècle, Mart est la forme la plus utilisée,  et Mars apparaît pour la première fois au milieu du XVe siècle.
Autrefois les gros villages, comme Bourcq, servaient de points de repère, d'où la dénomination.

## Histoire
Au lieu-dit Saint-Léger, sur la partie ouest du territoire de la commune, un cimetière franc a été trouvé en 1913, avec des squelettes accroupis, des débris de poteries et différents objets, montrant une occupation ancienne de ce site dominé par la butte de Bourcq.
Une charte de 1119 de l'archevêque de Reims Raoul Le Vert citait une église à Mars avec comme dépendances des chapelles à Bourcq. Une maladrerie fut édifiée à la même époque en bas de la butte de Bourcq, entre le chemin reliant Bourcq à Mars et celui reliant Bourcq à Vouziers. La chapelle de cette maladrerie était sur les terres de Mars.
L'église fut rebâtie au XVe siècle et fortifiée en 1587, en pleine guerre de religion.
Les terres appartenaient aux comtes de Rethel puis se trouvèrent fragmentées entre différents fiefs et propriétaires.
À la veille de la Révolution, les d'Ambly se disaient seigneurs de différents lieux dont Mars. C'est le cas de  Claude Jean Antoine, marquis d'Ambly, syndic de la noblesse de Champagne, vivant essentiellement à Reims, élu en 1789 aux Etats-Généraux par le bailliage de Reims, avant d'émigrer.
Le chirurgien Jean-Baptiste Caqué, originaire de Machault, possédait également une ferme à Mars, qu'il légua à son fils Henry Caqué, doyen de la Faculté de médecine de Reims, qui lui-même la légua à sa mort en 1805 à la ville de Reims. La ville de Reims l'a mis en vente en 1900.
De même, l'Hotel-Dieu de Rethel disposait d'une ferme sur la commune.
Un écuyer, Jean Baptiste de Coulon, était installé dans un manoir au lieu-dit Monplaisir, entre Mars et Blaise (commune aujourd'hui annexée par Vouziers). Ce manoir fut transmis par la suite à Charles Gaignières, chirurgien à Vouziers.
Aux limites des terres entre Mars-sous-Bourcq et Grivy, un moulin fonctionna jusqu'en 1884.
De 1828 à 1871, la commune de Mars-sous-Bourcq était fusionnée avec la commune de Bourcq. Puis elle retrouva son autonomie en 1871.

## Politique et administration
| Période                                  | Période                   | Identité                                         | Étiquette | Qualité                     |
| ---------------------------------------- | ------------------------- | ------------------------------------------------ | --------- | --------------------------- |
| avant 1995                               | 2001                      | Colette Fabritius                                | DVD       |                             |
| mars 2001                                | En cours (au 25 mai 2020) | Michaël Audegond, Réélu pour le mandat 2020-2026 |           | Retraitée Fonction publique |
| Les données manquantes sont à compléter. |                           |                                                  |           |                             |

## Démographie
L'évolution du nombre d'habitants est connue à travers les recensements de la population effectués dans la commune depuis 1793. Pour les communes de moins de 10 000 habitants, une enquête de recensement portant sur toute la population est réalisée tous les cinq ans, les populations de référence des années intermédiaires étant quant à elles estimées par interpolation ou extrapolation. Pour la commune, le premier recensement exhaustif entrant dans le cadre du nouveau dispositif a été réalisé en 2004.

En 2022, la commune comptait 62 habitants, en évolution de +14,81 % par rapport à 2016 (Ardennes : −2,97 %, France hors Mayotte : +2,11 %).
| 1793 | 1800 | 1806 | 1821 | 1872 | 1876 | 1881 | 1886 | 1891 |
| ---- | ---- | ---- | ---- | ---- | ---- | ---- | ---- | ---- |
| 119  | 138  | 133  | 120  | 108  | 109  | 102  | 102  | 109  |

| 1896 | 1901 | 1906 | 1911 | 1921 | 1926 | 1931 | 1936 | 1946 |
| ---- | ---- | ---- | ---- | ---- | ---- | ---- | ---- | ---- |
| 103  | 108  | 97   | 105  | 75   | 93   | 96   | 103  | 99   |

| 1954 | 1962 | 1968 | 1975 | 1982 | 1990 | 1999 | 2004 | 2006 |
| ---- | ---- | ---- | ---- | ---- | ---- | ---- | ---- | ---- |
| 107  | 105  | 62   | 57   | 55   | 46   | 54   | 47   | 43   |

| 2009 | 2014 | 2019 | 2022 | - | - | - | - | - |
| ---- | ---- | ---- | ---- | - | - | - | - | - |
| 52   | 52   | 58   | 62   | - | - | - | - | - |

## Lieux et monuments
L'église Saint-Martin est classée Monument historique depuis 1920.

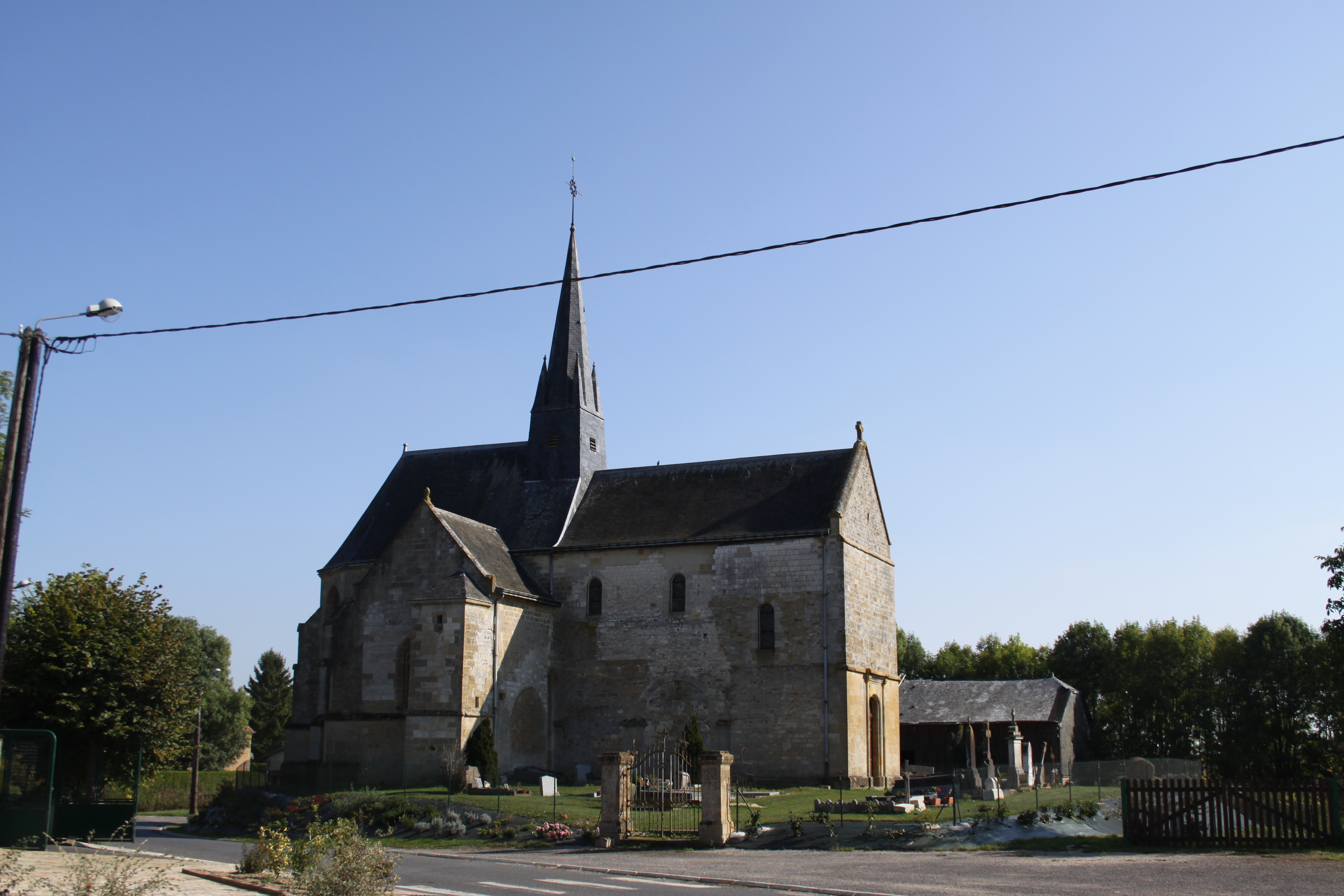
Église Saint-Martin
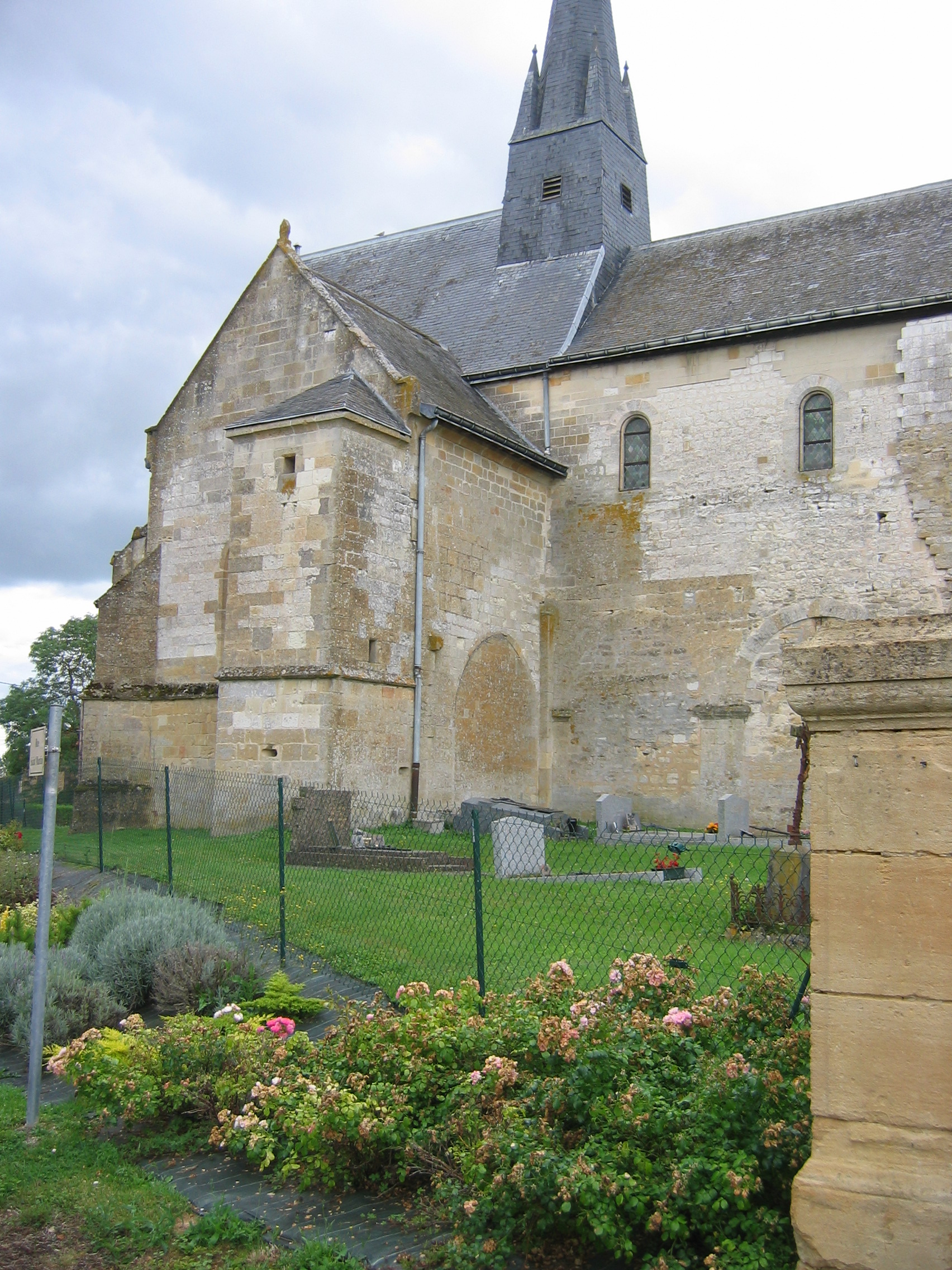
de plus près.

## Personnalités liées à la commune
- Jean-Baptiste Caqué (1720-1787), chirurgien de Reims, est un propriétaire important à Mars-sous-Bourcq avant la Révolution[16].
- Claude Jean Antoine, marquis d'Ambly, seigneur de Mars-sous-Bourcq à la Révolution, est élu député de la noblesse, pour le bailliage de Reims, aux États généraux de 1789. Il émigre et meurt à Hambourg en 1798[16].